# Meszki Polski
Meszki Polski – w Polsce stwierdzono występowanie 48 gatunków meszek (Simuliidae, Diptera).
W Europie wykazano 249 gatunków (według danych: Wick 1978). Później wykazano kolejne, jednak całkowita liczba nie przekracza 300. W Polsce występuje 48 gatunków meszek (Zwolski w 1974 wymienił 54 gatunki, ale od tego czasu kilka gatunków zsynonimizowano).

## Lista gatunków meszek występujących w Polsce, w układziesystematycznymCrosskeya 1987
- Rodzaj: Twinnia Stone et Jamnback, 1955
  - Twinnia hydroides (Novak, 1956)

- Rodzaj: Prosimulium Roubaud, 1906
  - Prosimulium hirtipes (Fries, 1824)
  - Prosimulium latimucro (Enderlein, 1925)
  - Prosimulium rufipes (Meigen, 1830)
  - Prosimulium tomosvaryi (Enderlein, 1921)

- Rodzaj: Simulium Latreille, 1802
  - Podrodzaj: Helichiella Cardinali et Rivosecchi, 1975
    - Simulium sedecimfistulatum (Zwolski, 1963)

- - Podrodzaj: Eusimulium Roubaud, 1906
    - Simulium angustipes Edwarda, 1915
    - Simulium aureum Fries, 1824

- - Podrodzaj: Nevermannia Enderlein, 1921
    - Simulium angustatum (Rubzov, 1956)
    - Simulium angustitarse (Lundström, 1911)
    - Simulium bertrandi Grenier et Dorier, 1959
    - Simulium brevidens (Rubzov, 1956)
    - Simulium carpaticum (Knoz, 1961)
    - Simulium carthusiense Grenier et Dorier, 1959
    - Simulium codreanui (Sherban, 1958)
    - Simulium costatum Friederichs, 1920
    - Simulium crenobium (Knoz, 1961)
    - Simulium cryophilum (Rubzov, 1959)
    - Simulium lundstromi (Enderlein, 1921)
    - Simulium oligoturberculatum (Knoz, 1965)
    - Simulium vernum Macquart, 1826

- - Podrodzaj: Boophthora Enderlein, 1925
    - Simulium erythrocephalum (De Geer, 1776)

- - Podrodzaj Byssodon Enderlein, 1925
    - Simulium maculatum (Meigen, 1804)

- - Podrodzaj: Parabyssodon Rubzov, 1964
    - Simulium transiens Rubzov, 1940

- - Podrodzaj: Schoenbaueria Enderlein, 1921
    - Simulium pusillum Fries, 1824

- - Podrodzaj:  Simulium Latreille sensu stricto
    - Simulium argenteostriatum Stribl, 1898
    - Simulium ibariense Żivković et Grenier, 1959
    - Simulium noelleri Friederichs, 1920
    - Simulium frigidum Rubzov, 1940
    - Simulium intermedium Roubaud, 1906
    - Simulium ornatum Meigen, 1818
    - Simulium rotundatum (Rubzov, 1956)
    - Simulium trifasciatum (Tubzov, 1956)
    - Simulium argyreatum Mein, 1838
    - Simulium maximum (Knoz, 1961)
    - Simulium monticola Friederichs, 1920
    - Simulium variegatum Meigen, 1818
    - Simulium tuberosum (Lundström, 1911)
    - Simulium reptans (Linnaeus, 1758)
    - Simulium morsitans Edwards, 1915
    - Simulium paramorsitans Rubzov, 1956
    - Simulium promorsitans Rubzov, 1956
    - Simulium posticatum Meigen, 1838
    - Simulium rostratum (Lundström, 1911)

- - Podrodzaj: Tetisimulium Rubzov, 1963
    - Simulium beezii (Corti, 1914)

- - Podrodzaj: Wilhelmia Enderlein, 1921
    - Simulium balcanicum (Enderlein, 1924)
    - Simulium equinum (Linnaeus, 1758)
    - Simulium lineatum (Meigen, 1804)